# Хутір Гінгольда
Хутір Гінгольда (Гільгольда, рос. Хутор Гильгольда) — колишній хутір у Стрижівській сільській раді Любарського району Бердичівської округи Української СРР.

## Населення
У 1923 році в поселенні налічувався 1 мешканець, дворів — 1.
Відповідно до перепису населення СРСР 17 грудня 1926 року, чисельність населення становила 8 осіб, з них 2 чоловіків та 6 жінок; за національністю — українці. Кількість господарств — 1.

## Історія
Час заснування — невідомий. Входив до складу Любарської волості Новоград-Волинського повіту Волинської губернії. У березні 1921 року, в складі волості, переданий до новоутвореного Полонського повіту Волинської губернії. У 1923 році увійшов до складу новоствореної Стрижівської сільської ради, яка 7 березня 1923 року включена до складу новоутвореного Любарського району Житомирської округи. Розміщувався за 4 версти від районного центру містечка Любар та за 4 версти — від центру сільської ради, с. Стрижівка.
17 червня 1925 року Любарський район передано до складу Бердичівської округи. Відстань до центру сільської ради с. Стрижівка становила 5 верст, до районного центру, міст. Любар — 5 верст, до окружного центру в Бердичеві — 65 верст, до найближчої залізничної станції Печанівка — 24 версти.
Виключений з обліку населених пунктів до 1 жовтня 1941 року.